# International Boxing Federation
La Federazione internazionale del pugilato, in inglese International Boxing Federation, nota anche con l'acronimo IBF, è un'organizzazione professionistica di pugilato, che patrocina il campionato del mondo IBF e sancisce le gare ufficiali. Attualmente la IBF è una delle quattro principali organizzazioni riconosciute dall'International Boxing Hall of Fame (IBHOF) insieme alla World Boxing Association (WBA), World Boxing Council (WBC) e World Boxing Organization (WBO). La sede legale e i principali uffici della IBF si trovano ad East Orange nel New Jersey.

## Organo direttivo
Il presidente della IBF è il sig. Daryl J. Peoples, mentre il Vicepresidente - nonché responsabile Europeo - è Roberto Rea, figlio di Natalino Rea che fu l'allenatore della nazionale italiana dilettanti tra la fine del 1950 e la metà del 1970.

## Attuali detentori del titolo IBF

### Maschile
| Categorie di peso:  | Attuali campioni:                      | Campione dal:     |
| ------------------- | -------------------------------------- | ----------------- |
| Pesi paglia         | Daniel Valladares                      | 1 luglio 2022     |
| Pesi paglia         | Ginjiro Shigeoka (Campione ad interim) | 16 aprile 2023    |
| Pesi minimosca      | Sivenathi Nontshinga                   | 3 settembre 2022  |
| Pesi mosca          | Sunny Edwards                          | 30 aprile 2021    |
| Pesi supermosca     | Fernando Daniel Martínez               | 26 febbraio 2022  |
| Pesi gallo          | Emmanuel Rodríguez                     | 12 agosto 2023    |
| Pesi supergallo     | Marlon Tapales                         | 8 aprile 2023     |
| Pesi piuma          | Luis Alberto López                     | 10 dicembre 2022  |
| Pesi superpiuma     | Joe Cordina                            | 22 aprile 2023    |
| Pesi leggeri        | Devin Haney                            | 5 giugno 2022     |
| Pesi superleggeri   | Subriel Matías                         | 25 febbraio 2023  |
| Pesi welter         | Terence Crawford                       | 29 luglio 2023    |
| Pesi welter         | Jaron Ennis (Campione ad interim)      | 7 gennaio 2023    |
| Pesi superwelter    | Jermell Charlo                         | 26 settembre 2020 |
| Pesi medi           | Vincenzo Gualtieri                     | 1 luglio 2023     |
| Pesi supermedi      | Saúl Álvarez                           | 6 novembre 2021   |
| Pesi mediomassimi   | Dmitrij Bivol                          | 22 febbraio 2025  |
| Pesi massimileggeri | Jai Opetaia                            | 2 luglio 2022     |
| Pesi massimi        | Daniel Dubois                          | 26 giugno 2024    |

### Femminile
| Categorie di peso: | Attuali campionesse:                      | Campionessa dal:  |
| ------------------ | ----------------------------------------- | ----------------- |
| Pesi atomo         | Saemi Hanagata                            | 29 settembre 2018 |
| Pesi paglia        | Yokasta Valle                             | 4 agosto 2019     |
| Pesi minimosca     | Evelyn Nazarena Bermúdez                  | 28 dicembre 2018  |
| Pesi mosca         | Leonela Paola Yúdica                      | 19 dicembre 2014  |
| Pesi supermosca    | Jorgelina Guanini                         | 14 settembre 2018 |
| Pesi gallo         | María Cecilia Román                       | 4 agosto 2017     |
| Pesi supergallo    | Marcela Eliana Acuña                      | 10 agosto 2018    |
| Pesi piuma         | Jennifer Han                              | 19 settembre 2015 |
| Pesi piuma         | Brenda Carabajal (Campionessa ad interim) | 13 aprile 2019    |
| Pesi superpiuma    | Maiva Hamadouche                          | 10 novembre 2016  |
| Pesi leggeri       | Katie Taylor                              | 28 aprile 2018    |
| Pesi superleggeri  | vacante                                   |                   |
| Pesi welter        | Cecilia Brækhus                           | 13 settembre 2014 |
| Pesi superwelter   | Marie-Eve Dicaire                         | 1 dicembre 2018   |
| Pesi medi          | Claressa Shields                          | 22 giugno 2018    |
| Pesi supermedi     | Elin Cederroos                            | 22 marzo 2019     |
| Pesi mediomassimi  | vacante                                   |                   |
| Pesi massimi       | vacante                                   |                   |